# Alexandre Kojève
Alexandre Kojève (en ruso: Александр Владимирович Кожевников, Aleksandr Vladimirovič Koževnikov) (Moscú, 28 de abril de 1902-Bruselas, 4 de junio de 1968) fue un filósofo y político francés de origen ruso. Hegeliano y marxista, tuvo una influencia substancial en la filosofía francesa del siglo XX, particularmente mediante su integración de conceptos hegelianos en la filosofía continental del siglo XX. Como hombre de Estado en el gobierno francés, fue substancial en la planificación y formación de la Unión Europea.

## Biografía
Kojève nació en Moscú, Imperio ruso. Fue educado en las ciudades alemanas de Berlín y Heidelberg. Completó su título en filosofía bajo la dirección de Karl Jaspers, y sus influencias tempranas incluyen al filósofo Martin Heidegger y al historiador de la ciencia Alexandre Koyré.
Kojève pasó la mayor parte de su vida en Francia (por lo que se le considera como francés de origen ruso) y, de 1933 a 1939, impartió en París una serie de conferencias sobre la Fenomenología del espíritu, de Georg Wilhelm Friedrich Hegel. Después de la Segunda Guerra Mundial, Kojève trabajó en el Ministerio francés de Asuntos Económicos, como uno de los principales planificadores del Mercado Común Europeo.
Uno de sus más célebres discípulos, Jacques Lacan, releyó a Hegel a través de la enseñanza de Kojève, y de la visión de este último de la dialéctica del amo y del esclavo en la Fenomenología del espíritu. Su interpretación de Hegel influyó también poderosamente en Georges Bataille.

## Filosofía

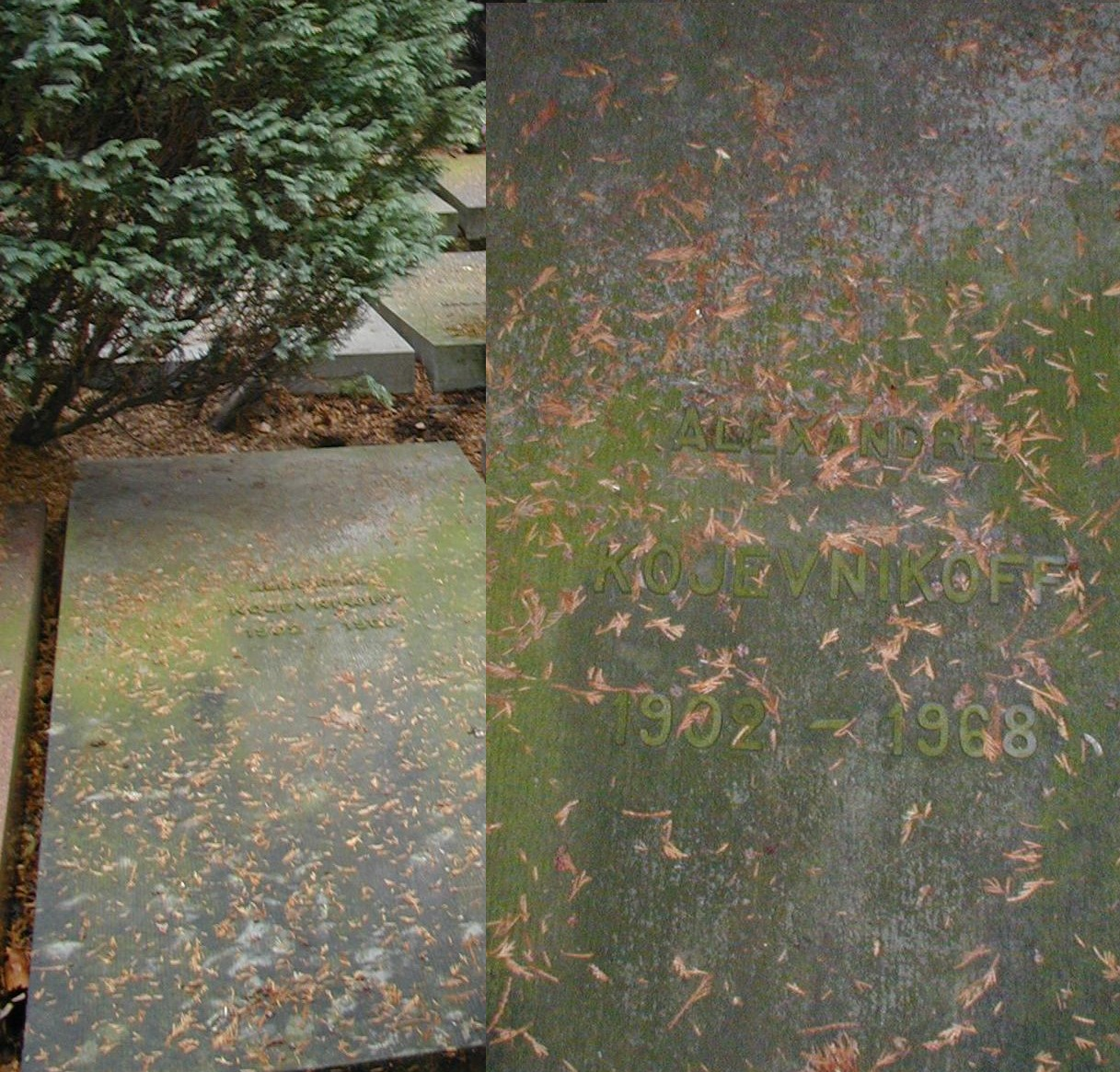
Tumba de Kojève en Evere, Bruselas.

Lector idiosincrásico de Hegel a través de la lente de Marx, Kojève es conocido por su tesis sobre el «fin de la historia», donde indicó que la historia ideológica, en un sentido limitado, había terminado con la Revolución francesa y con el régimen de Napoleón, y que ya no había necesidad de la lucha violenta para establecer «la supremacía racional del régimen de derechos e igualar el reconocimiento».
Francis Fukuyama, usando como antecedente al Hegel trazado desde el punto de vista de Kojève, desarrolló su propia tesis sobre el fin de la historia, indicando que el capitalismo liberal habría probado ser más eficiente que otros sistemas económicos y políticos, al concentrar los requisitos tecnológicos necesarios para dominar la naturaleza, desterrar la escasez, y satisfacer las necesidades de la humanidad. Esta teoría desató mucha controversia al publicarse la obra de Fukuyama El fin de la historia (1992).
La propuesta de Kojève fue reimpresa en la primavera de 1980 (vol. 9), en la edición del diario francés Commentaire, en un artículo titulado « Capitalisme et socialisme: Marx est Dieu; Ford est son prophète » («Capitalismo y socialismo: Marx es Dios; Ford es su profeta»).
La versión de Kojève sobre el «fin de la historia» es más prudente, y señala más una síntesis socialista-capitalista que un triunfo del capitalismo liberal.
El fin de la historia no resolvería en sí mismo la tensión dentro de la idea de igualdad — el ideal del reconocimiento igualitario, racionalmente victorioso con el fin de la historia, personificaría los elementos de la justicia del mercado, el igualamiento de las oportunidades, y la «equivalencia» en el intercambio comercial (la dimensión «burguesa» de la Revolución francesa). Pero contiene también dentro de sí una concepción socialista o socialdemócrata de igualdad del status cívico, implicando regulación social, derecho al bienestar, y conceptos semejantes.

## Espionaje
En 1999, Le Monde publicó un artículo donde se informaba de que un documento francés de inteligencia demostraría que Kojève habría espiado para el régimen soviético durante más de treinta años. Las afirmaciones de este documento (e incluso su existencia) son discutidas, y nunca ha sido hecho público. Los partidarios de Kojève tienden a creer que, si fuera verdad, habría sido probablemente insustancial, espiando per se y resultado de su personalidad megalómana y su pretensión de ser un filósofo del fin de la historia, que influyera en el curso de los acontecimientos del mundo.